# Synode von Rom (382)
Die Synode von Rom im Jahr 382 hat kirchengeschichtliche Bedeutung, weil auf ihr Zusammenstellung und noch heute gültiger Umfang der Heiligen Schrift festgelegt wurde.

## Schaffung einer verbindlichen Bibel
Eine Synode war damals die einzige Institution, die kirchliches Recht schaffen konnte. So bestand ab diesem Zeitpunkt per Synodenbeschluss die Bibel aus dem Alten Testament und 27 Schriften, zu denen auch die alttestamentlichen deuterokanonischen Schriften gehörten, wie auf den späteren Synoden von Hippo (393) und Karthago (397/419) bestätigt wurde.
Hieronymus bearbeitete (383–420) im Auftrag der Synode und des Bischofs von Rom die altlateinische Bibel. Aus dieser Arbeit entstand in der Folge die Vulgata, die in den folgenden Jahrhunderten in der Westkirche die mit Abstand wichtigste lateinische Bibelübersetzung wurde; direkt oder indirekt hat sie auch die in der römisch-katholischen Kirche der Neuzeit verwendeten lateinischen Bibeln (die Vulgata Sixtina von 1590, die Vulgata Clementina von 1592 und die Nova Vulgata von 1979) geprägt.
Der Kanon der Heiligen Schrift wurde später noch auf folgenden Synoden und Konzilien behandelt: Hippo, Karthago sowie die Konzilien von Nicäa (787), Florenz, Trient, Vatikan I. und Vatikan II.

## Verurteilung des Apollinarianismus
Ferner verurteilte die Synode 382, wie auch schon diejenigen von Rom (375), Antiochia (378) und das Erste Konzil von Konstantinopel (ökumenisch, 381), den Apollinarianismus.
Apollinaris von Laodicea hatte versucht, die Anteile bzw. den Charakter der Vereinigung von Göttlichkeit und Menschlichkeit im Menschen Jesus Christus zu klären und war zur Auffassung gelangt, dass die göttliche Natur in Christus vollkommen, die menschliche aber unvollkommen sei.

## Machtanspruch der römischen Kirche um 382
Parallel zu den Normierungsbestrebungen dieser Synode verfestigte sich der Anspruch auf die Vorherrschaft Roms und seines Papsttums innerhalb der christlichen Kirche. Papst Damasus, der sich durch einen deutlichen Willen zur Herrschaft auszeichnete, äußerte in diesem Zusammenhang:
„... so ist doch die heilige römische Kirche den übrigen Kirchen an Rang vorangestellt – nicht durch Synodalbeschlüsse, sondern weil sie den Primat erhalten hat durch das Wort des Herrn im Evangelium ...: Auf diesen Felsen will ich meine Kirche bauen.“
Ebenso wurde zunehmend Anspruch auf die christliche als Staatsreligion des Römischen Reiches erhoben: Kaiser Gratian (367–383) ließ in einer viel beachteten Aktion den Victoria-Altar im Senat, der unter früheren Herrschern schon einmal entfernt und wieder aufgestellt worden war, auf Veranlassung von Bischof Ambrosius von Mailand 382 endgültig beseitigen, was einen Teil der noch heidnischen römischen Aristokratie sehr aufbrachte (Streit um den Victoriaaltar).